# Eilema creatoplaga
Eilema creatoplaga là một loài bướm đêm thuộc phân họ Arctiinae, họ Erebidae.